# Rudbeckia
Rudbeckia là một chi thực vật có hoa trong họ Cúc. Đây là chi bản địa của Bắc Mỹ. Nhiều loài trong chi được trồng trang trí do có hoa đẹp màu vàng.

## Danh sách loài
Chi Rudbeckia gồm các loài:
| - Rudbeckia alpicola Piper - Rudbeckia amplexicaulis Vahl - Rudbeckia auriculata (Perdue) Kral - Rudbeckia bicolor Nutt. - Rudbeckia californica A.Gray - Rudbeckia fulgida Aiton - Rudbeckia glaucescens Eastw. - Rudbeckia graminifolia (Torr. & A.Gray) C.L.Boynton & Beadle - Rudbeckia grandiflora (Sweet) DC. - Rudbeckia heliopsidis Torr. & A.Gray - Rudbeckia hirta L. - Rudbeckia klamathensis - Rudbeckia laciniata L. - Rudbeckia maxima Nutt. | - Rudbeckia missouriensis Engelm. ex C.L.Boynton & Beadle - Rudbeckia mohrii A.Gray - Rudbeckia mollis Elliott - Rudbeckia montana A.Gray - Rudbeckia nitida Nutt. - Rudbeckia occidentalis Nutt. - Rudbeckia pinnata - Rudbeckia scabrifolia L.E.Br. - Rudbeckia serotina - Rudbeckia speciosa - Rudbeckia subtomentosa Pursh - Rudbeckia texana (Perdue) P.B.Cox & Urbatsch - Rudbeckia triloba L. |

Trước đây có một số loài từng được sắp vào chi này:
- Echinacea atrorubens (danh pháp cũ: R. atrorubens)
- Echinacea pallida (danh pháp cũ: R. pallida)
- Echinacea purpurea (danh pháp cũ: R. purpurea)
- Helianthus angustifolius (danh pháp cũ: R. angustifolia)
- Helianthus porteri (danh pháp cũ: R. porteri)
- Helianthus radula (danh pháp cũ: R. radula)
- Ratibida columnifera (danh pháp cũ: R. columnaris hoặc R. columnifera)
- Ratibida tagetes (danh pháp cũ: R. tagetes) [2]